# 劉仲篪
劉仲篪，字西楼，天津静海人，晚清地方官员。

## 生平
廪膳生。咸丰辛酉科拔贡，本科乡试中试第十六名举人，同治二年（1863年）癸亥恩科进士。即用知县，签分湖北，亲老告近，改山西，历任长治、平陆、太平等县知县。历任同治甲子、庚午两科山西文武闱授卷官，钦加同知衔，诰授奉政大夫。
劉仲篪以文章见长，著有《醉经堂文集》。